# Douglas (ätt)
Douglas, skotsk uradel och klan, känd sedan 1174. Ätten är också grevlig svensk adelsätt med nr 19 bland grevar på Sveriges Riddarhus. Huvudmannagrenen för ätten lever i Tyskland.

## Ätten Douglas i Sverige
Den svenska grenen härstammar från Robert Douglas, som gick i svensk tjänst på 1620-talet och blev friherre 1651 och upphöjdes till greve 1654, men redan tidigare hade andra medlemmar av ätten tjänstgjort inom svenska armén.

## Ätten Douglas i Estland
Medlemmar av den svenska grenen blev också medlemmar i det estländska ridderskapet, och fick introduktion på Riddarhuset i Reval år 1784. Denna gren utdog år 1826. 

## Kända medlemmar av den skotska ätten Douglas
- James Douglas, lord av Douglas (död 1330) skotsk militär
- Archibald Douglas, 4:e earl av Douglas (död 1424), skotsk militär
- Archibald Douglas, 5:e earl av Douglas (död 1439), skotsk militär och regent
- Archibald Douglas, 5:e earl av Angus (död 1514), skotsk militär och styresman
- Gavin Douglas (1474–1522), skotsk skald och biskop
- Archibald Douglas, 6:e earl av Angus (död 1557), skotsk regent
- James Douglas, 4:e earl av Morton (1520–1584), skotsk regent
- George Douglas (död 1636), engelsk diplomat och militär i svensk tjänst
- William Douglas, 1:e hertig av Queensberry (1637–1695), skotsk politiker

## Kända medlemmar av den svenska ätten Douglas
- Archibald Douglas (1883–1960), svensk arméchef
- Gustaf Douglas (1938–2023), affärsman, en av ägarna till Securitas AB
- Gustav Otto Douglas (1687–1771), greve, militär, adel i estländska Riddarhuset
- Ludvig Douglas, svensk utrikesminister, landshövding och riksmarskalk
- Robert Douglas, (1611–1652) stamfar för den svenska ätten, greve 1654
- Walburga Habsburg Douglas (ingift), svensk riksdagsledamot

### Stamtavla i urval
- Robert Douglas, (1611–1662) stamfar för den svenska ätten, greve 1654
  - Gustaf Douglas (1648–1705), greve, landshövding
    - Vilhelm Douglas (1683–1763), greve, generalmajor
      - Vilhelm Otto Douglas (1721–1776), greve, hovmarskalk
        - Carl Vilhelm Douglas (1754–1816), greve, överstelöjtnant
          - Vilhelm Christoffer Robert Douglas (1784–1844), greve, överste
            - Carl Douglas (1824–1898), greve, badensisk kammarherre
              - Ludvig Douglas (1849–1916), greve, utrikesminister, landshövding och riksmarskalk
                - Robert Douglas (1880–1955), greve, kammarherre och fideikommissarie
                - Archibald Douglas (1883–1960), greve, arméchef
                  - Carl Douglas (1908–1961), greve, jurist och diplomat
                    - Gustaf Douglas (1938–2023), greve, finansman, grundare av Securitas AB, gift med Elisabeth Douglas
                      - Carl Douglas (född 1965), greve, finansman och dykare
                      - Eric Douglas (född 1968), greve och finansman

                  - Archibald Douglas (1910–1992), greve, kammarherre och direktör
                    - Archibald Douglas (född 1949), greve, gift med Walburga Habsburg Douglas, svensk riksdagsledamot

                - Carl Douglas (1888–1946), greve, ryttmästare, kammarherre, godsförvaltare

      - Gustav Otto Douglas (1687–1771), greve, militär, adel i estländska Riddarhuset